# Gróf Palota (Szeged)

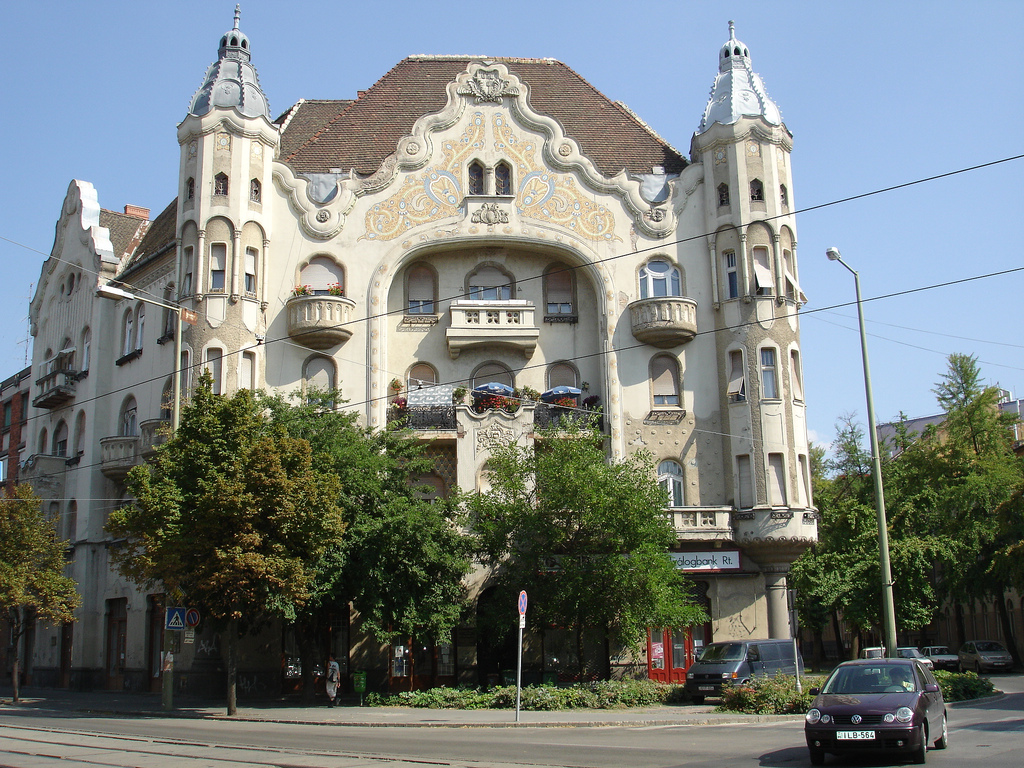
Schauseite

Der Gróf-Palast in der ungarischen Stadt Szeged ist Wohnpalast des Juristen Arpad Gróf und ein bedeutendes Beispiel des ungarischen Jugendstils. Dr. Gróf wohnte hier nicht selbst, sondern ließ zahlreiche Appartements für hoch bezahlte Beamte der Stadt einrichten, die sich die hohen Mieten leisten konnten. Das Gebäude wurde bei Ferenc Raichle in Auftrag gegeben und 1912–1913 in nur 13 Monaten Bauzeit errichtet. Die Hauptseite wird von zwei Türmen flankiert und besitzt zahlreiche Balkone. Im Giebel befindet sich ein orientalisches Ornament, welches in den Farben blau, gelb und gold funkelt. Besonders bei Sonnenaufgang wirken diese Keramikkacheln am eindrucksvollsten. Die Balkone sowie das Geländer im Treppenaufgang besitzen ein typisches Gitter des Jugendstils. Das Gebäude ist seit nahezu hundert Jahren unverändert und wird bis heute als Wohnhaus genutzt. Obwohl das Haus 2006 vom Ministerium für Kunst unter Schutz gestellt wurde zeigt sich das Bauwerk in technisch schlechtem Zustand, was besonders am herabfallenden Putz liegt.